# Robecco d'Oglio
Robecco d'Oglio es una localidad y comune italiana de la provincia de Cremona, región de Lombardía, con 2.285 habitantes.

## Evolución demográfica
| Gráfica de evolución demográfica de Robecco d'Oglio entre 1861 y 2001 |
|                                                                       |
| Fuente ISTAT - elaboración gráfica de Wikipedia                       |